# أبو جعفر الغافقي
هو أبو جعفر بن محمد الغافقي وهو من علماء القرن السادس الهجري، اشتهر بمعرفته الجيدة بالنباتات، ووصفها في كتبه أحسن وصف.

## أهم مؤلفاته
- كتاب «الأدوية والمفردات» اختصره ابن العبري، وترجم إلى العبرية واللاتينية.
- «جامع المفردات» وقد اختصر في «المنتخب» بواسطة ابن العبري، وتوجد منه عدة مخطوطات.
- «منتخب الغافقى في الأدوية المفردة»
- كتاب «الأعشاب والنباتات الطبية»